# 寺润三教堂
35°49′45″N 113°10′52″E / 35.82917°N 113.18111°E
寺润三教堂位于中国山西省陵川县杨村镇寺润村，为合祀释道儒三教的三教堂，2006年被列为第六批全国重点文物保护单位。
寺润三教堂始建年代不详，现仅存大殿一座，为金代遗构。大殿面阔进深各三间，平面呈正方形，重檐歇山顶。下层出廊，斗栱为四铺作单下昂。上层转角斗栱后转二跳抄头上四十五度斜置抹角梁。梁架结构为四椽栿通檐用二柱。